# 孔托伊島國家公園
21°29′20″N 86°47′30″W / 21.48889°N 86.79167°W

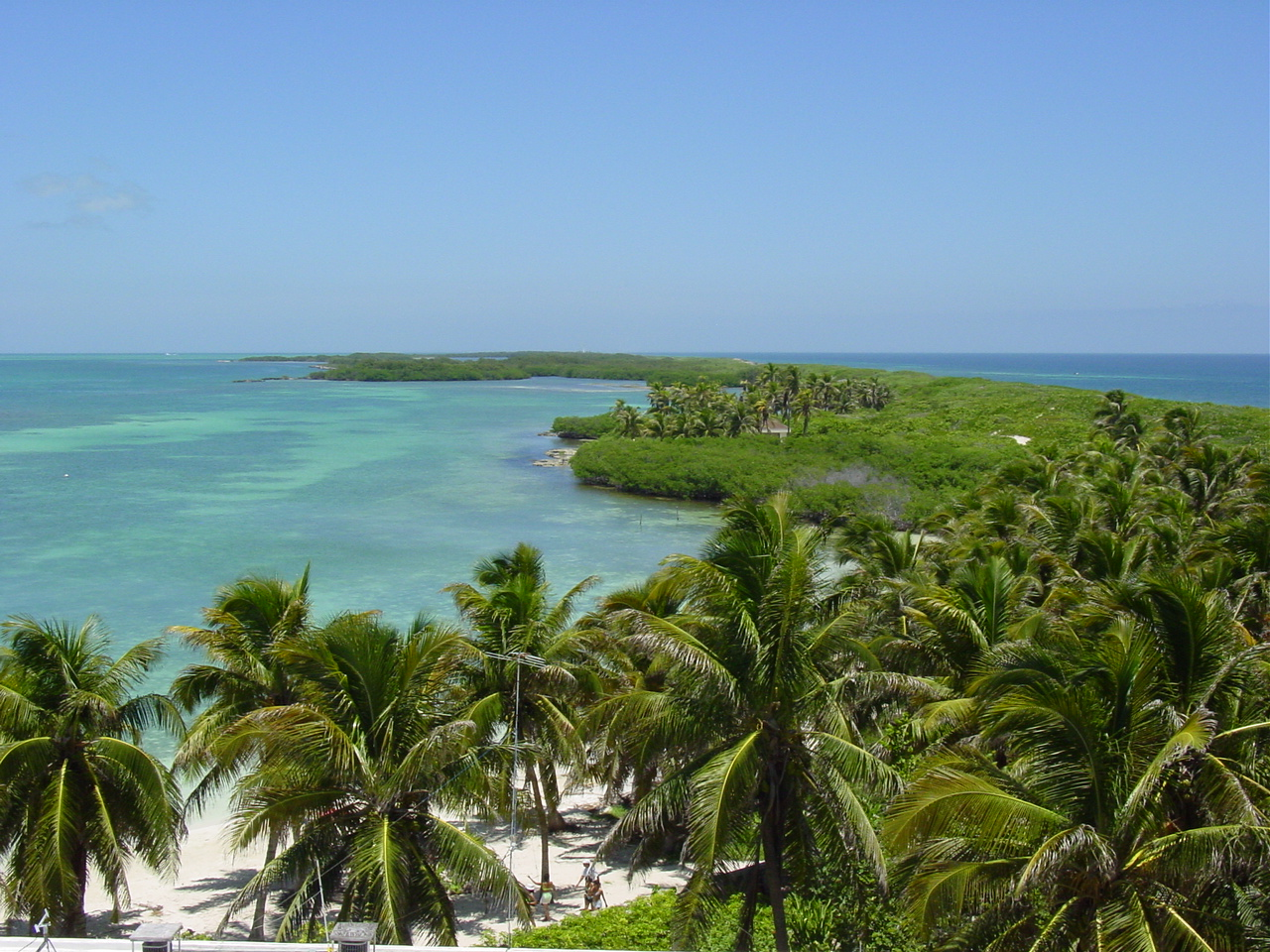

孔托伊島國家公園是墨西哥的國家公園，由金塔納羅奧州負責管轄，距離穆赫雷斯島32公里，始建於1998年2月2日，面積51平方公里，是14種爬蟲類動物的棲息地。

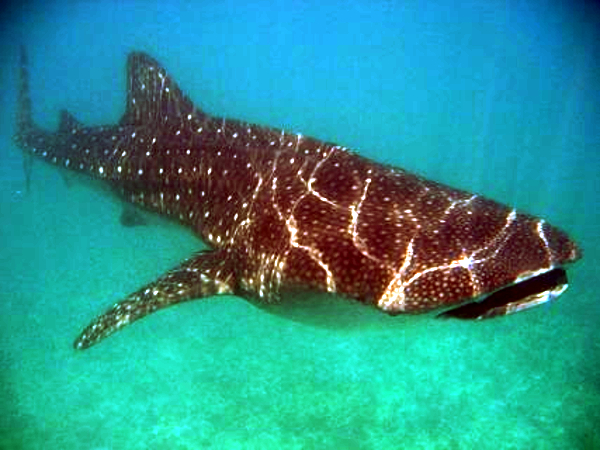

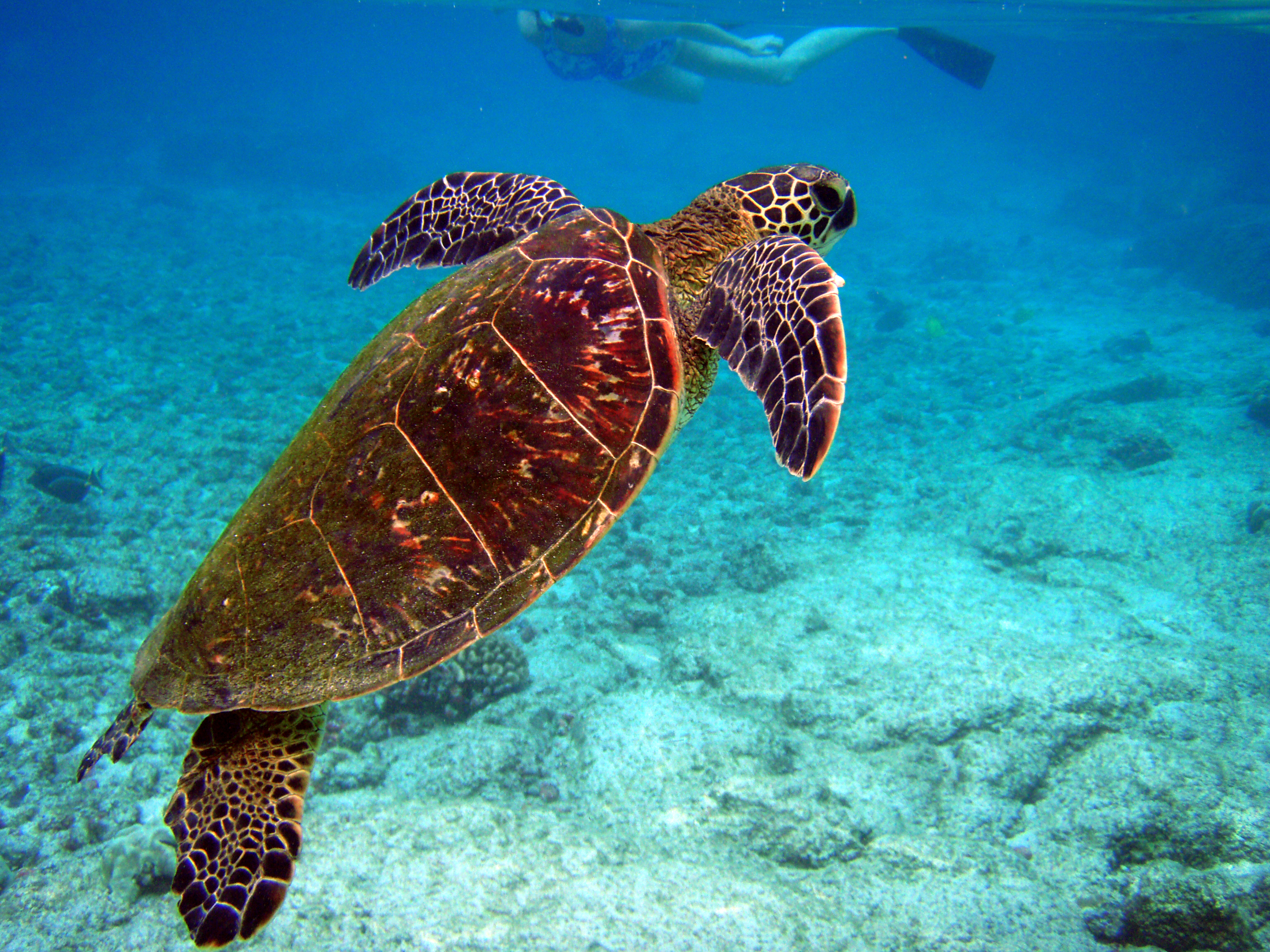

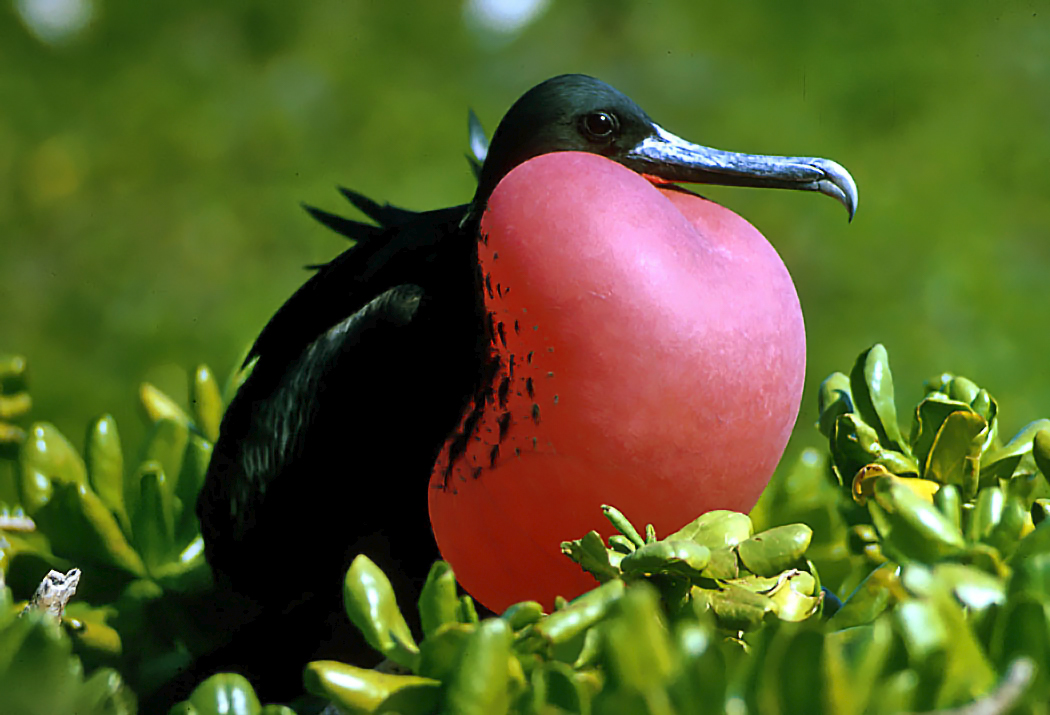

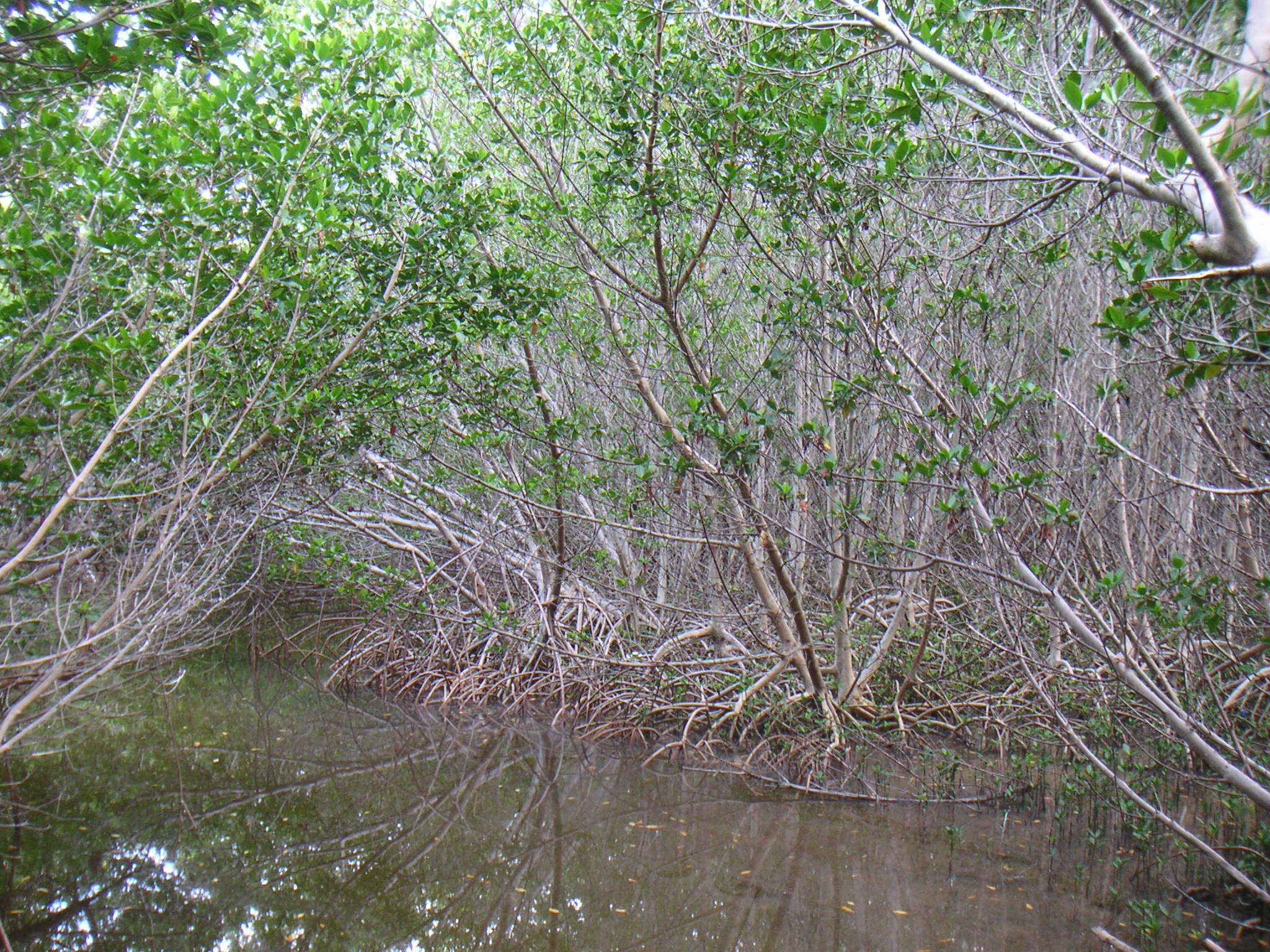

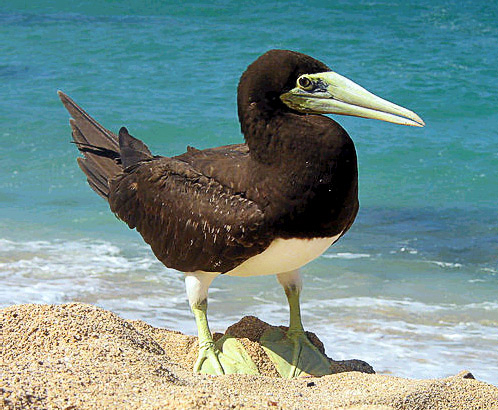

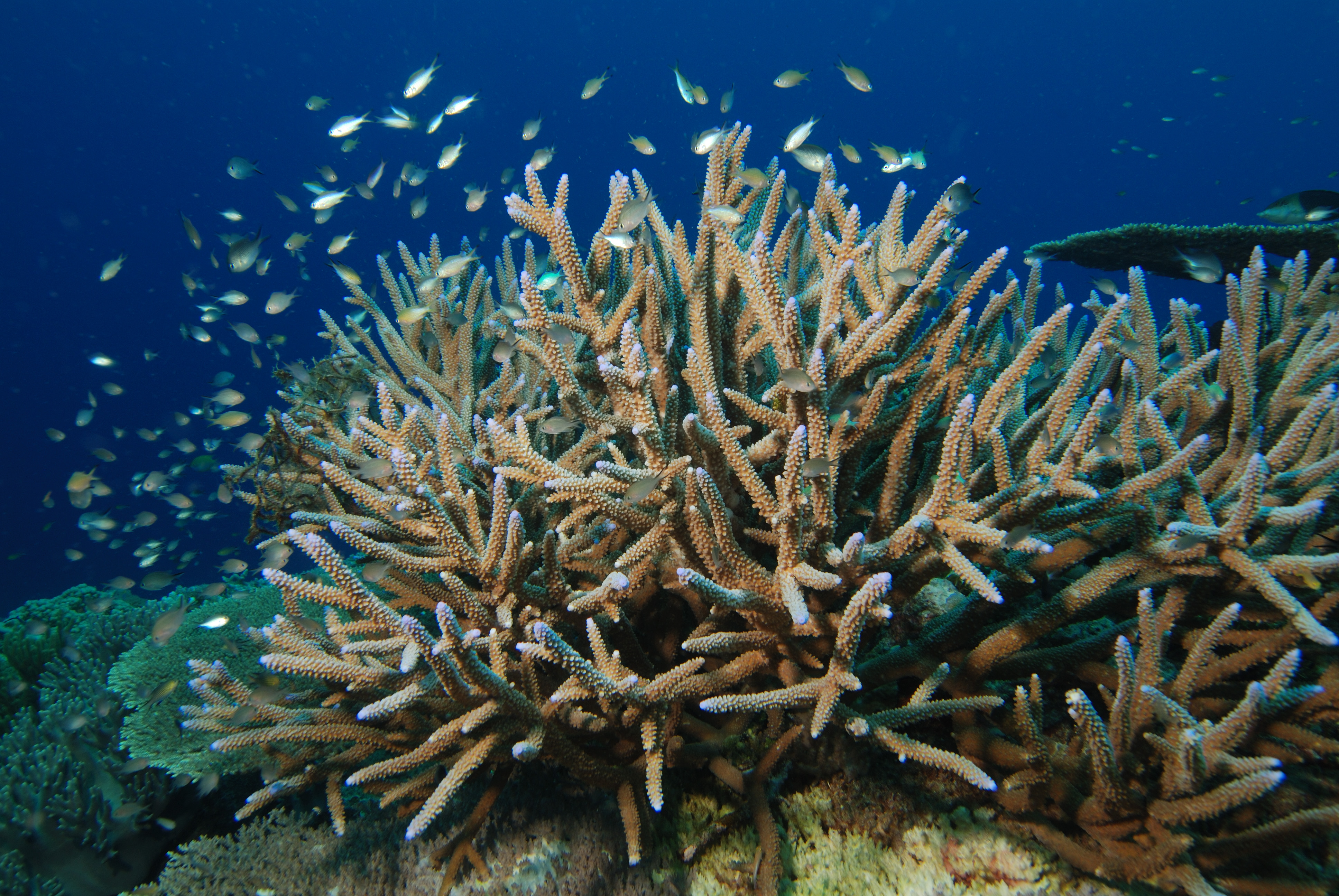

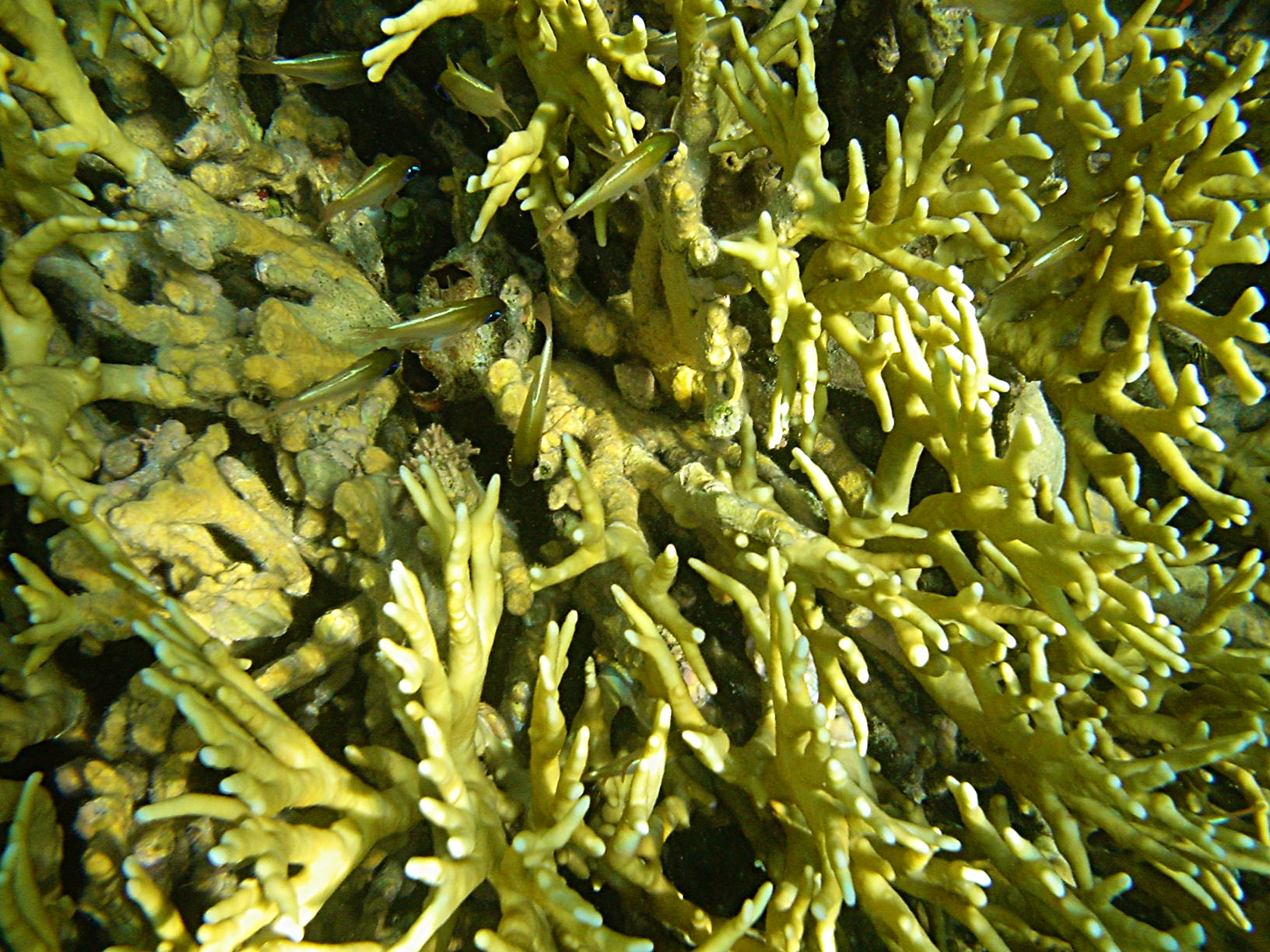

## 外部連結
- amigos de la Isla Contoy